# Щетинин, Василий Романович
Василий Романович Щетинин (1917—1945) — советский воин-артиллерист, участник Великой Отечественной войны, Герой Советского Союза (15.05.1946, посмертно). Младший сержант.

## Биография
Родился 20 августа 1917 года в селе Филатово Обоянского уезда Курской губернии. Окончил 5 классов школы. Работал слесарем-электриком в Новосибирске. 
В Красной Армии с 1939 года.
На фронте в Великую Отечественную войну с октября 1941 года. Участвовал в боях на Ленинградском, Степном, 2-м Украинском фронтах.  Участник Курской битвы, битвы за Днепр, Нижнеднепровской, Кировоградской, Уманско-Ботошанской, Ясско-Кишинёвской, Бухарестко-Арадской, Дебреценской, Будапештской наступательных операций.  
Командир орудия 1431-го лёгкого артиллерийского полка (49-я лёгкая артиллерийская бригада, 16-я артиллерийская дивизия прорыва, 7-я гвардейская армия, 2-й Украинский фронт) младший сержант В. Р. Щетинин отличился при отражении немецкого контрудара в середине февраля 1945 года в районе венгерско-словацкой границы. В бою 17 февраля 1945 года недалеко от населённого пункта Кебелкут (Гбельце, 15 километров северо-западнее г. Штурово, ныне Словакия) при отражении атаки 8 танков, 4 бронетранспортёров и пехоты противника выбыли из строя все номера расчёта. Оставшись один у орудия, Щетинин продолжал вести огонь и подбил 4 танка. Сам был смертельно ранен.
Умер от ран на следующий день, 18 февраля 1945 года, по дороге в 79-й отдельный медико-санитарный батальон 72-й гвардейской стрелковой дивизии. Был похоронен по месту дислокации медсанбата на кладбище венгерского населённого пункта Кеменд (в документах медсанбата значится как Камендин), ныне село Каменин (Kamenín) в Словакии. Позднее был перезахоронен на братском кладбище советских воинов в городе Штурово.
Был одним из лучших снайперов-артиллеристов полка. Уничтожил 13 танков, 10 бронетранспортёров, 14 пулемётных гнёзд, 4 орудия, до 150 солдат и офицеров врага.

## Награды
15 мая 1946 года удостоен звания Героя Советского Союза с вручением ордена Ленина и медали «Золотая Звезда».
Также награждён орденами Ленина (15.05.1946, посмертно), Красной Звезды (11.01.1944), Славы III степени (26.02.1945), двумя медалями «За отвагу» (15.10.1944, 14.12.1944), медалью «За боевые заслуги» (28.06.1944).